# Brian Simmons
Brian Eugene Simmons (New Bern, 21 giugno 1975) è un ex giocatore di football americano statunitense che ha militato nel ruolo di linebacker nella National Football League (NFL).

## Biografia
Dopo avere giocato al college a North Carolina dove fu premiato come All-American, Simmons fu scelto come 17º assoluto nel Draft NFL 1998 dai Cincinnati Bengals. Vi giocò per nove stagioni stabilmente come titolare, tranne nel 2000 in cui disputò una sola partita a causa di un infortunio. Svincolato il 28 febbraio 2007, firmò per un'ultima annata con i New Orleans Saints, con cui disputò tutte le 16 partite, di cui tre come titolare. Dopo la carriera da giocatore, divenne un osservatore per i Jacksonville Jaguars.

## Palmarès
- All-American - 1997

## Statistiche
| Partite             | 137  |
| Partite da titolare | 118  |
| Tackle              | 748  |
| Sack                | 24,0 |
| Intercetti          | 11   |